# Gérard Louvin
Ne doit pas être confondu avec Gérard Lanvin ou Gerard Lavin.
Pour les articles homonymes, voir Louvin.
Gérard Fromont, dit Gérard Louvin, né le 5 septembre 1946 au Raincy, est un producteur de télévision, de musique, de cinéma et de spectacles français.
À la télévision, il a notamment produit de nombreuses émissions grand public comme Sacrée Soirée, Ciel, mon mardi ! ou Sans aucun doute : hors son activité de producteur, il a également été, en 2004, le directeur de Star Academy, et fait partie, de 2012 à 2014, de l'équipe de chroniqueurs de Touche pas à mon poste !

## Biographie

### Famille, jeunesse et formation
Gérard Alfred Émile Fromont naît le 5 septembre 1946 au Raincy, en Seine-Saint-Denis. Il a une sœur, Marie.
Il obtient d'abord un CAP de cuisinier, puis travaille comme maître d'hôtel dans les chemins de fer, notamment le Paris-Vintimille.

## Carrière

### Music-hall
Les week-ends, il est musicien et chanteur-animateur de bals. Sa vie professionnelle bascule lorsqu'il rencontre Claude François en août 1973 lors d'un concert à Vaison-la-Romaine. Il devient alors le directeur artistique du chanteur : Claude François le nomme également manager d'Alain Chamfort, dont il est le producteur. De 1973 à 1982, Gérard Louvin s'occupe de divers artistes, comme Nicolas Pinelli ou le groupe Récréation. Il fonde en 1982 sa propre société, Glem (acronyme de Gérard Louvin éditions musicales). Il devient producteur de différents artistes tels que Michel Leeb, Lio, Pierre Palmade, Anthony Kavanagh ou Florent Pagny.
En 1988, il se lance dans la production de comédies musicales. Il produit L'Homme de la Mancha avec Jean Piat, puis, en 1994, Les Années Twist, qui restent en scène plus de quatre ans. En 1997, il recrute quatre jeunes chanteurs pour monter un boys-band, Alliage, qu'il produit jusqu'en 1999 et qui écoule jusqu'à cinq millions d'albums. En 2001, Roméo et Juliette écrit par Gérard Presgurvic. Il produit ensuite les comédies musicales Les Demoiselles de Rochefort et Belles Belles Belles. En 2003, TF1 acquiert 100 % du capital de Glem et Gérard Louvin en quitte la présidence pour fonder Louvin Productions et KGD Productions.
Gérard Louvin a aussi produit les derniers spectacles de Maurice Béjart de 2003 à 2008, ainsi que de nombreuses pièces de théâtre, dont Le Tombeur, Trois partout, Les Palmes de monsieur Schutz, Ma sœur est un chic type, Marciel en campagne, Ils s'aiment, Un air de famille, La Griffe ; en tout plus de 52 spectacles[réf. nécessaire].

### Télévision
En 1985, il devient producteur de télévision et produit, entre autres, des émissions telles que Certains Leeb Show, Variétoscope, Demain c'est dimanche (Les Charlots, Antenne 2), Sacrée Soirée présentée par Jean-Pierre Foucault, Ciel, mon mardi ! de Christophe Dechavanne, Intervilles ou Sans aucun doute, plus de 50 concepts différents pour TF1 via sa société Glem. Pour la plupart de ses productions, il confie la réalisation à Gilles Amado, Georges Barrier et Gérard Pullicino. En 1995, il prend la direction de l'unité Divertissements de TF1 qui prend 50 % du capital de GLEM. Il découvre notamment Julien Courbet.
En 2002 et les années suivantes, GLEM produit la tournée des lauréats de Star Academy de TF1.
Depuis quelques années, Glem, dont Gérard Louvin a lâché les rênes depuis 2004, se consacre à la production de programmes de téléréalité tels que Greg le millionnaire, L'Île de la tentation.
En 2004, il occupe le poste de directeur de Star Academy et lance le site ÉtoileCasting dans la foulée. Dans Pourquoi je vis (2020), le biopic consacré à Grégory Lemarchal, gagnant de cette saison, son rôle est interprété par Jean-Louis Tribes.
En juin 2009, il revient sur TF1 à la demande de Nonce Paolini comme conseiller aux programmes auprès du président.
Il fait également partie des trois jurés de la première émission de On n'demande qu'à en rire le 6 septembre 2010, sur France 2.
En octobre 2012, il rejoint l'équipe de Touche pas à mon poste ! présentée par Cyril Hanouna sur D8 : il participe à l'émission jusqu'en septembre 2014. Il fait son retour très furtif dans l'émission à partir de mars 2015.
Le 10 octobre 2013, au sein du prime-time Touche pas à mes Parodies, il participe aux côtés du DJ Tefa à un happening intitulé Master Zef (Zef signifiant « vent » en arabe tunisien) en référence à l'émission culinaire Master Chef et au CAP cuisine de Louvin. Le but du jeu se déroulant à l'extérieur est de faire des crêpes alors qu'un puissant ventilateur leur souffle dessus. Le producteur voit alors sa veste de costume tachée d'ingrédients et décide d'arrêter le jeu. Hors-caméra, il bouscule une journaliste filmant pour un site internet avant de gifler l'assistant-réalisateur qu'il estime à l'origine du happening. Gérard Louvin est mis à pied temporairement par la chaîne et revient dans l'émission en présentant ses excuses. Il évoque un coup de colère mené par la peur de l'accident qui aurait pu survenir à cause du vent, de l'huile et des plaques de cuisson.
En avril 2016, il rejoint l'émission SuperKids comme membre du jury, présentée par Faustine Bollaert et Stéphane Rotenberg. Elle est adaptée d'un format néerlandais et a été diffusée le 6 et 13 avril sur M6, les audiences n'étant pas assez satisfaisantes lors de ces deux premières émissions, la demi-finale (12 mai) et la finale (19 mai) ont été diffusées sur W9.
Le 14 janvier 2017, alors qu'il est invité dans Salut les Terriens !, il révèle la raison pour laquelle il ne revient pas dans l'émission Touche pas à mon poste ! : il ne voulait pas être avec Nabilla, la vedette de téléréalité que Cyril Hanouna avait intégrée à la bande. Cependant, les chroniqueurs de Touche pas à mon poste ont ajouté que Nabilla n'est pas à la seule raison de son départ : le producteur aurait demandé un salaire trop important. Lorsque Thierry Ardisson évoque brièvement l'affaire de la gifle (voir ci-dessus), Gérard Louvin déclare qu'il racontera un jour ce qui s'est passé.
En septembre 2017, il est accusé, lui et d'autres responsables de TF1, de harcèlement moral par l'ancien animateur Olivier Chiabodo, licencié après l'affaire de la tricherie d'Intervilles. Si Gérard Louvin a clairement reconnu que le jeu était truqué, il nie les accusations de menaces de mort et envisage d'attaquer en diffamation.
Le 6 décembre 2017, il revient dans TPMP le temps d'un numéro spécial en hommage à un chanteur qu'il connaissait très bien, Johnny Hallyday, mort la veille dans sa résidence de Marnes-la-Coquette.
Fin janvier 2018, alors qu'il est l'invité de Laurent Argelier pour Télé Loisirs, il déclare préférer regarder l'émission concurrente Quotidien et tacle les nouveaux chroniqueurs de l'émission de C8, Maxime Guény et Agathe Auproux.

### Radio
Le 17 janvier 2015, Gérard Louvin rejoint pour la première fois l'équipe des Grosses Têtes de Laurent Ruquier sur RTL.

### Spectacles
- Tournée Star Academy[13]
- Roméo et Juliette, de la haine à l'amour, 2001[14]
- Dora et les pirates, 2005
- Belles belles belles, 2003[15]
- Clinic de Jean-Lou de Tapia[16]
- Les demoiselles de Rochefort, 2003 [17]
- Les Ballets de Maurice Béjart[17]
- Georgian Legend, 2001[18]
- La Fièvre des années 80, 1998[19]
- André Rieu
- Crescend'o, 1997
- La vie Parisienne
- Harlem Gospel Singer
- L'Homme de la Mancha et  Un Air de famille, Marie-Thérèse Porchet[17]
- Alvin Ailey
- La bande originale avec Arnaud Gidoin, 1993[20]
- Troupe Mummenschanz
- Les années Zazous
- Les Années Twist, 1995[21]
- Marciel hallucine de Marc Hollogne

### Théâtre
- Le Tombeur
- Ténor
- L'Homme de la Mancha
- Trois partout
- Je ne suis pas un homme facile
- Les Palmes de Monsieur Schultz
- Ma sœur est un chic type
- Lapin Lapin
- Quand le chine téléphonera
- Marciel en campagne
- Ma sœur est un chic type
- Ils s'aiment

## Vie privée
Gérard Louvin, qui a un fils adoptif, dit avoir été « le deuxième père célibataire à adopter un enfant ».
Gérard Louvin vit depuis le début des années 1970 avec le producteur Daniel Moyne, qui est devenu depuis son époux. Le 31 mars 2014, il évoque son homosexualité dans Touche pas à mon poste ! en ajoutant qu'il vit avec le même homme depuis quarante-deux ans. Gérard Louvin avait déjà évoqué son homosexualité à demi-mot, lors d'une interview menée par Philippe Vandel sur France Info. En réponse à la question concernant Daniel Moyne : « Comment votre fils appelle-t-il Daniel, qui est votre associé depuis plus de trente-cinq ans ? », le producteur déclare : « Il l'appelle son papounet. Et quand il nous présente, il présente ses parents. » Gérard Louvin précise ne jamais avoir caché son orientation sexuelle, le Tout-Paris serait déjà au courant de sa situation ; on peut même relever qu'Antoine de Caunes y a fait allusion dans son portrait à Nulle part ailleurs (séquence « Pignolades ») en 1989 : « Je délaissai celle-ci — la voile — pour la vapeur de la loco de Gérard Louvin ».

## Affaires judiciaires

### Accusations de viols sur mineurs
De 1995 à 1997, Gérard Louvin est président de l'association Enfants d'Asie. Il intègre l'association dès 1991. Des rumeurs de pédophilie pourraient être à l'origine de son départ,.
En 2014, la brigade de protection des mineurs reçoit un signalement concernant le neveu de Gérard Louvin, Olivier A.. Celui-ci est entendu en tant que témoin et met en cause son oncle et son compagnon, pour des faits d'abus sexuel sur mineur. La procédure est finalement classée sans suite, le 5 septembre 2016, pour cause de prescription,.
En janvier 2021, Olivier A., porte plainte pour « viols sur mineur de moins de 15 ans par ascendant », « complicité de viols sur mineur de moins de 15 ans par ascendant » et « corruption de mineurs », dénonçant ainsi des faits commis par Daniel Moyne, avec la complicité de son oncle Gérard Louvin, lorsqu'il avait entre 10 et 14 ans,.
Dans un entretien accordé au journal Le Monde, Olivier A., donne cette fois des détails sur l'affaire. Il indique « avoir été victime de nombreux actes d’agression sexuelle qui se sont aggravés jusqu’à l’âge de 14 ans ». Il a d'abord « été victime de caresses et de  masturbations. Puis, il aurait été victime d’abus plus graves puisqu’il affirme avoir été obligé de pratiquer des fellations sur la personne de Daniel Moyne et ça ira jusqu’à des sodomies. »,. Il explique que c'est l'affaire Duhamel qui l'a convaincu de saisir la justice.
Les deux hommes incriminés ont réagi par la voix de leurs avocats respectifs. Me Ayela, avocat de Gérard Louvin, déclare que, selon lui, son client est victime d'un « chantage permanent à l'argent de la part d'Olivier, parce qu'il pense que Gérard est très riche, donc il lui demande de l'argent sous peine de déposer plainte [...] Gérard conteste avoir par passivité ou complicité laissé faire quoi que ce soit, et encore moins avoir encouragé quoi que ce soit ». Me Bekerman, avocate de Daniel Moyne, déclare de son côté : « L'affaire Duhamel a libéré la parole des victimes d'inceste, c'est une aubaine, mais ces affaires très graves ne doivent pas devenir des prétextes à des extorsions de fonds »,.
Outre le neveu, quatre autres hommes déposent des plaintes à leur tour fin janvier et début février, dénonçant des agressions sexuelles et des viols et mettant en cause le couple Louvin-Moyne. Une enquête est ouverte par le parquet de Paris pour « viol sur mineurs »,.
En août 2021, le parquet de Paris ouvre une enquête préliminaire à l’encontre du producteur et de son conjoint, à la suite du témoignage d’un couple qui a longtemps résidé à Rio de Janeiro et affirme avoir été informé par l’animateur Julien Courbet que les deux hommes se seraient livrés là-bas à du tourisme sexuel. Gérard Louvin et Daniel Moyne contestent ces faits, tout comme Julien Courbet, et portent plainte pour diffamation contre ce couple et contre Le Parisien, qui a dévoilé l'affaire.
Les deux enquêtes sont classées sans suite en janvier 2022. Le parquet de Paris invoque la prescription des faits dans le cadre de la première enquête et une « infraction insuffisamment caractérisée » pour la seconde.

## Productions télévisées de 1985 à 2004
- Sacrée Soirée
- Ciel, mon mardi !
- Sans aucun doute
- Les Années Tubes
- Les Coups d'humour
- Les 7 d'or de 2000
- L'Or à l'appel
- Miss France
- Mister France en 2003
- Retour gagnant
- L'Île de la tentation
- Les Sept Péchés capitaux
- Intervilles
- Disney Parade
- Greg le millionnaire
- NRJ Music Awards

## Cinéma
Avec GLEM ou ses nouvelles sociétés, Louvin Productions et Les Films Pelléas (LFP), il produit ou coproduit une vingtaine de films de cinéma comme :
- 1991 : Gawin[36]
- 1993 : Cible émouvante[37]
- 1993 : Les Patriotes d'Éric Rochant[38]
- 1995 : Les Apprentis[39]
- 1995 : Le Garçu[40]

## Radio
En 1995, il crée LV&Co, le pôle radio de son groupe avec Étienne Mougeotte et Jean-Pierre Foucault plus d'autres actionnaires, qui gère les radios Voltage FM et Montmartre FM (désormais connue sous le nom MFM Radio). Il recrute en 1999 Jean-Marc Morandini pour s'occuper de ces stations. En 2000, il s'associe avec ce dernier en lui rachetant le site toutestnet.com[réf. nécessaire]. Voltage est cédée en 2004 au groupe Haute-tension ; MFM est cédée en 2008 à la société New Co.

## Diversification
Gérard Louvin est président du festival du cirque de Grenoble depuis sa première édition en 2001.
Il a été propriétaire de salles telles que :
- Le théâtre Fontaine (cédé en 2007)
- La salle de music-hall Bobino (2006-2010)
- Le restaurant club l'Étoile, rebaptisé l'Arc en 2009 (de 1999 à 2012)
- L'hôtel Mas de la Fouque aux Saintes-Maries-de-la-Mer
- L'hôtel Les Hauts de Loire, 2 étoiles Michelin à Onzain (châteaux de la Loire)
- L'hôtel Le Mathis Élysées (Paris)

## Publications
Il a publié trois livres :
- La Loco, roman autobiographique coécrit avec Florence Aboulker en 1989 (Robert Laffont)
- Show devant en 2004 (Albin Michel)
- Star Ac - Les secrets du château en 2005 (Albin Michel)

## Distinctions et récompenses
Il est officier de l'ordre des Arts et des Lettres et chevalier de l'ordre national de la Légion d'honneur en 2003,.